# Raymond Bailey
Raymond Bailey (San Francisco, 6 maggio 1904 – Irvine, 15 aprile 1980) è stato un attore statunitense.
È noto soprattutto per il ruolo di Milburn Drysdale, banchiere facoltoso nella serie televisiva The Beverly Hillbillies. Ha recitato in oltre 60 film dal 1939 al 1975 ed è apparso in 84 serie televisive dal 1952 al 1971. È stato accreditato anche con il nome Ray Bailey.

## Filmografia

### Cinema
- Woman Doctor, regia di Sidney Salkow (1939)
- Ritorna l'amore (Made for Each Other), regia di John Cromwell (1939)
- Blackwell's Island, regia di William C. McGann (1939)
- Secret Service of the Air, regia di Noel M. Smith (1939)
- The Adventures of Jane Arden, regia di Terry O. Morse (1939)
- S.O.S. Tidal Wave, regia di John H. Auer (1939)
- Daredevils of the Red Circle, regia di John English, William Witney (1939)
- Acciaio umano (Hell's Kitchen), regia di Ewald André Dupont, Lewis Seiler (1939)
- They All Come Out, regia di Jacques Tourneur (1939)
- Morire all'alba (Each Dawn I Die), regia di William Keighley (1939)
- Sono colpevole (I Stole a Million), regia di Frank Tuttle (1939)
- Angeli del mare (Coast Guard), regia di Edward Ludwig (1939)
- Flight at Midnight, regia di Sidney Salkow (1939)
- Sabotage, regia di Harold Young (1939)
- I ruggenti anni Venti (The Roaring Twenties), regia di Raoul Walsh (1939)
- Strisce invisibili (Invisible Stripes), regia di Lloyd Bacon (1939)
- The Green Hornet, regia di Ford Beebe, Ray Taylor (1940)
- Black Friday, regia di Arthur Lubin (1940)
- Forgotten Girls, regia di Phil Rosen (1940)
- Island of Doomed Men, regia di Charles Barton (1940)
- Lo stalliere e la granduchessa (Florian), regia di Edwin L. Marin (1940)
- Ti amo ancora (I Love You Again), regia di W. S. Van Dyke (1940)
- The Secret Seven, regia di James Moore (1940)
- You, the People, regia di Roy Rowland (1940)
- Il club del diavolo (A Man Betrayed), regia di John H. Auer (1941)
- The People vs. Dr. Kildare, regia di Harold S. Bucquet (1941)
- Sucker List, regia di Roy Rowland (1941)
- L'uomo questo dominatore (The Male Animal), regia di Elliott Nugent (1942)
- Mystery of Marie Roget, regia di Phil Rosen (1942)
- Embraceable You, regia di Felix Jacoves (1948)
- La foglia di Eva (The Girl from Jones Beach), regia di Peter Godfrey (1949)
- The Kangaroo Kid, regia di Lesley Selander (1950)
- Sabrina, regia di Billy Wilder (1954)
- Guard Against Sabotage (1955)
- L'altalena di velluto rosso (The Girl in the Red Velvet Swing), regia di Richard Fleischer (1955)
- La rosa gialla del Texas (The Return of Jack Slade), regia di Harold D. Schuster (1955)
- Tarantola (Tarantula), regia di Jack Arnold (1955)
- Picnic, regia di Joshua Logan (1955)
- La mano invisibile (Time Table), regia di Mark Stevens (1956)
- Caccia ai falsari (Outside the Law), regia di Jack Arnold (1956)
- Congo (Congo Crossing), regia di Joseph Pevney (1956)
- L'uomo che visse due volte (I've Lived Before), regia di Richard Bartlett (1956)
- Scialuppe a mare (Away All Boats), regia di Joseph Pevney (1956)
- La ragazza che ho lasciato (The Girl He Left Behind), regia di David Butler (1956)
- The Great American Pastime, regia di Herman Hoffmann (1956)
- Radiazioni BX: distruzione uomo (The Incredible Shrinking Man), regia di Jack Arnold (1957)
- La banda degli angeli (Band of Angels), regia di Raoul Walsh (1957)
- Commandos (Darby's Rangers), regia di William A. Wellman (1958)
- Gli arditi degli abissi (Underwater Warrior), regia di Andrew Marton (1958)
- La squadriglia Lafayette (Lafayette Escadrille), regia di William A. Wellman (1958)
- La donna che visse due volte (Vertigo), regia di Alfred Hitchcock (1958)
- Tempi brutti per i sergenti (No Time for Sergeants), regia di Mervyn LeRoy (1958)
- Crimine silenzioso (The Lineup), regia di Don Siegel (1958)
- I figli dello spazio (The Space Children), regia di Jack Arnold (1958)
- La via del male (King Creole), regia di Michael Curtiz (1958)
- Non voglio morire (I Want to Live!), regia di Robert Wise (1958)
- Al Capone, regia di Richard Wilson (1959)
- Svegliami quando è finito (Wake Me When It's Over), regia di Mervyn LeRoy (1960)
- Guadalcanal ora zero (The Gallant Hours), regia di Robert Montgomery (1960)
- Dalla terrazza (From the Terrace), regia di Mark Robson (1960)
- Un professore fra le nuvole (The AbsentMinded Professor), regia di Robert Stevenson (1961)
- Cinque settimane in pallone (Five Weeks in a Balloon), regia di Irwin Allen (1962)
- Herbie il Maggiolino sempre più matto (Herbie Rides Again), regia di Robert Stevenson (1974)
- L'uomo più forte del mondo (The Strongest Man in the World), regia di Vincent McEveety (1975)

### Televisione
- Tales of Tomorrow – serie TV, 2 episodi (1952-1953)
- Soldiers of Fortune – serie TV, un episodio (1955)
- Letter to Loretta – serie TV, un episodio (1955)
- Medic – serie TV, un episodio (1955)
- The Great Gildersleeve – serie TV, 2 episodi (1955)
- Frontier – serie TV, 2 episodi (1955)
- Scienza e fantasia (Science Fiction Theatre) – serie TV, episodio 1x34 (1955)
- Ford Star Jubilee – serie TV, 2 episodi (1955-1956)
- The 20th Century-Fox Hour – serie TV, episodio 1x10 (1956)
- Screen Directors Playhouse – serie TV, episodi 1x06-1x25 (1955-1956)
- Studio 57 – serie TV, un episodio (1956)
- Frida (My Friend Flicka) – serie TV, episodio 1x34 (1956)
- Cavalcade of America – serie TV, un episodio (1956)
- The Gale Storm Show: Oh, Susanna! – serie TV, un episodio (1956)
- Crusader – serie TV, 2 episodi (1956)
- State Trooper – serie TV, un episodio (1957)
- Conflict – serie TV, 2 episodi (1956-1957)
- Avventure in elicottero (Whirlybirds) – serie TV, un episodio (1957)
- Private Secretary – serie TV, un episodio (1957)
- Navy Log – serie TV, episodi 1x18-2x20 (1956-1957)
- Matinee Theatre – serie TV, un episodio (1957)
- Playhouse 90 – serie TV, un episodio (1957)
- Lux Video Theatre – serie TV, 3 episodi (1956-1957)
- The Real McCoys – serie TV, un episodio (1957)
- Schlitz Playhouse of Stars – serie TV, un episodio (1957)
- Il tenente Ballinger (M Squad) – serie TV, un episodio (1957)
- Mike Hammer – serie TV, un episodio (1958)
- The George Burns and Gracie Allen Show – serie TV, 3 episodi (1956-1958)
- Gunsmoke – serie TV, 2 episodi (1955-1958)
- Union Pacific – serie TV, un episodio (1958)
- Special Agent 7 – serie TV, un episodio (1959)
- Yancy Derringer – serie TV, episodio 1x16 (1959)
- The Lineup – serie TV, un episodio (1959)
- The Rifleman – serie TV, un episodio (1959)
- The Millionaire – serie TV, 2 episodi (1956-1959)
- The Jack Benny Program – serie TV, un episodio (1959)
- The Third Man – serie TV, un episodio (1959)
- Alcoa Theatre – serie TV, un episodio (1959)
- Bronco – serie TV, un episodio (1959)
- Alcoa Presents: One Step Beyond – serie TV, un episodio (1959)
- The Donna Reed Show – serie TV, un episodio (1959)
- Hennesey – serie TV, un episodio (1959)
- Tightrope – serie TV, episodio 1x06 (1959)
- This Man Dawson – serie TV, episodio 1x02 (1959)
- Bourbon Street Beat – serie TV, episodio 1x04 (1959)
- Avventure lungo il fiume (Riverboat) – serie TV, un episodio (1959)
- Black Saddle – serie TV, 3 episodi (1959-1960)
- L'uomo e la sfida (The Man and the Challenge) – serie TV, episodi 1x01-1x19 (1959-1960)
- Johnny Ringo – serie TV, 2 episodi (1960)
- I racconti del West (Zane Grey Theater) – serie TV, 4 episodi (1957-1960)
- The Ann Sothern Show – serie TV, 2 episodi (1958-1960)
- The Texan – serie TV, episodio 2x39 (1960)
- Gli intoccabili (The Untouchables) – serie TV, 4 episodi (1960)
- Coronado 9 – serie TV, un episodio (1960)
- Surfside 6 – serie TV, episodio 1x06 (1960)
- Bat Masterson – serie TV, 2 episodi (1958-1960)
- Indirizzo permanente (77 Sunset Strip) – serie TV, 3 episodi (1959-1960)
- The Tab Hunter Show – serie TV, un episodio (1961)
- Lassie – serie TV, un episodio (1961)
- General Electric Theater – serie TV, 2 episodi (1956-1961)
- My Sister Eileen – serie TV, 25 episodi (1960-1961)
- Bachelor Father – serie TV, un episodio (1961)
- Harrigan and Son – serie TV, un episodio (1961)
- Disneyland – serie TV, 2 episodi (1958-1961)
- Follow the Sun – serie TV, episodio 1x04 (1961)
- Perry Mason – serie TV, 2 episodi (1959-1961)
- The Bob Cummings Show – serie TV, un episodio (1961)
- Pete and Gladys – serie TV, episodio 2x12 (1961)
- Carovane verso il west (Wagon Train) – serie TV, 2 episodi (1960-1961)
- Avventure in paradiso (Adventures in Paradise) – serie TV, episodio 3x11 (1961)
- The Joey Bishop Show – serie TV, un episodio (1961)
- The Investigators – serie TV, episodio 1x04 (1961)
- Io e i miei tre figli (My Three Sons) – serie TV, episodio 2x19 (1962)
- Laramie – serie TV, 3 episodi (1959-1962)
- Margie – serie TV, 4 episodi (1961-1962)
- Il dottor Kildare (Dr. Kildare) – serie TV, un episodio (1962)
- Have Gun - Will Travel – serie TV, 3 episodi (1959-1962)
- Alfred Hitchcock presenta (Alfred Hitchcock Presents) – serie TV, 10 episodi (1955-1962)
- L'ora di Hitchcock (The Alfred Hitchcock Hour) – serie TV, episodio 1x01 (1962)
- Going My Way – serie TV, episodio 1x03 (1962)
- The Many Loves of Dobie Gillis – serie TV, 7 episodi (1961-1962)
- Bonanza – serie TV, 3 episodi (1959-1962)
- Ai confini della realtà (The Twilight Zone) – serie TV, 3 episodi (1959-1964)
- Mister Ed, il mulo parlante (Mister Ed) – serie TV, 2 episodi (1962-1965)
- The Beverly Hillbillies – serie TV, 247 episodi (1962-1971)

## Doppiatori italiani
Nelle versioni in italiano delle opere in cui ha recitato, Raymond Bailey è stato doppiato da:
- Bruno Persa in Tarantola, L'uomo che visse due volte, Radiazioni BX: distruzione uomo
- Giorgio Capecchi in Al Capone, Guadalcanal ora zero
- Amilcare Pettinelli in La banda degli angeli
- Gaetano Verna in Commandos
- Giulio Panicali in Non voglio morire
- Manlio Busoni in Un professore fra le nuvole
- Sergio Gibello in The Beverly Hillbillies
- Renato Mori in La donna che visse due volte (ridoppiaggio)
- Enzo Garinei in Un professore fra le nuvole (ridoppiaggio)